# Pravistylus eductus
Pravistylus eductus är en insektsart som beskrevs av Naudé 1926. Pravistylus eductus ingår i släktet Pravistylus och familjen dvärgstritar. Inga underarter finns listade i Catalogue of Life.